# Arrondissement de Croix-des-Bouquets
L’Arrondissement de Croix-des-Bouquets est un arrondissement d'Haïti, subdivision du département de l'Ouest. Il a été créé autour de la ville de Croix-des-Bouquets, qui est aujourd'hui son chef-lieu. Il était peuplé par 431 789 habitants en 2009.
L'arrondissement regroupe cinq communes : 
- Croix-des-Bouquets
- Ganthier (dont la section communale de Fonds-Parisien)
- Thomazeau
- Cornillon
- Fonds-Verrettes